# Mike Corby
Michael Wells „Mike“ Corby (* 18. Februar 1940 in Indien) ist ein ehemaliger englischer Hockey- und Squashspieler.

## Karriere
Mike Corby war in den 1960er- und 1970er-Jahren als Squashspieler aktiv. Mit der britischen Nationalmannschaft nahm er 1967, 1969 und 1971 an der Weltmeisterschaft teil. Bei allen drei Teilnahmen wurde er mit der Mannschaft hinter Australien Vizeweltmeister. Im Einzel stand er 1976 im Hauptfeld der Weltmeisterschaft und schied in der ersten Runde aus. Im Jahr zuvor wurde er mit der englischen Nationalmannschaft Europameister. Knapp acht Jahre war er die britische Nummer eins. Seine höchste Platzierung in der Weltrangliste war Rang fünf.
Im Hockey nahm er an zwei Olympischen Spielen teil. Bei den Olympischen Spielen 1964 in Tokio belegte er mit der Mannschaft den neunten Platz, 1972 wurde er in München mit ihr Sechster. 1972 erzielte er drei Tore. Insgesamt bestritt er für Großbritannien und England über 100 Spiele.
Er war Vizepräsident der World Squash Federation und Präsident des britischen Hockeyverbandes. Zudem ist Corby Gründer und Besitzer einer Fitnessstudiokette im Vereinigten Königreich. Er war zweimal verheiratet und hat vier Kinder.

## Erfolge im Squash
- Vizeweltmeister mit der Mannschaft: 1967, 1969, 1971
- Europameister mit der Mannschaft: 1975